# Санс Гарсия, Рикардо
Рикардо Санс Гарси́я (исп. Ricardo Sanz García; 5 ноября 1898, Канальс — 25 октября 1986, Тулуза) — испанский анархист (анархо-синдикалист) и писатель.

## Биография
Родом из крестьянской семьи. С 12 лет работал на мукомольне. В 1914 году переехал жить в Барселону, в 1917 году там вступил в Национальную конфедерацию труда. Хороший оратор, он участвовал во множестве митингов и пропагандистских кампаний конференции. Участвовал в так называемой забастовке «Ла Канальденсе» в 1919 году. В октябре 1922 года стал соучредителем группы анархистов «Лос Солидариос» с Буэнавентурой Дуррути и Хуаном Гарсией Оливером.
13 сентября 1923 года генерал Мигель Примо де Ривера со своими людьми с целью разгрома анархистов совершил государственный переворот, известия о котором застали Санса в Сарагосе на съезде местного комитета. Санс предложил подорвать поезд, на котором диктатор добирался бы из Барселоны в Мадрид, но план отвергли. В 1925 году анархист попал впервые в тюрьму, а в 1930 году был избран президентом Союза строителей. Участвовал в съезде Региональной конфедерации рабочих Каталонии 31 мая 1931 года в Барселоне, в III съезде Национальной конфедерации труда 11 июня 1931 года в Мадриде и в Пленуме синдикатов Региональной конфедерации в августе в Барселоне. В 1932 году избран вице-секретарём НКТ, до 1936 года занимался интенсивной пропагандистской деятельностью в Испании.
19 июля 1936 года с началом Гражданской войны в Испании Санс был назначен генеральным инспектором Каталонского и Арагонского фронтов, занявшись сбором оружия и вооружением республиканского ополчения. После трагической гибели Буэнавентуры Дуррути во время обороны Мадрида возглавил его колонну, ставшую позднее 26-й дивизией Народной республиканской армии. После окончания войны бежал во Францию, где был интернирован в лагерь Верне, а чуть позже с Антонио Ортисом был выслан в Джельфу (Алжир). Освобождён британско-американскими войсками, после окончания войны остался жить во Франции. В Испанию вернулся только после смерти Франсиско Франко, в 1979 году.